# Dedê
Pour les articles homonymes, voir Dédé.
Leonardo de Deus Santos dit Dedê, né le 18 avril 1978 à Belo Horizonte, est un footballeur international brésilien. Il est actuellement entraîneur adjoint à Eskişehirspor.

## Biographie
Deuxième fils d'une famille de six garçons, Leonardo de Deus Santos Dedê apprend le football en s'adonnant à des trois contre trois dans l'appartement familial. C'est en 1996, sous les couleurs de l'Atlético Mineiro, que Dedê fait ses débuts professionnels. En 1998, alors qu'il joue en Australie avec la sélection olympique, il se blesse aux ligaments du genou puis signe le même été au Borussia Dortmund.
Il joue au poste de défenseur gauche, notamment dans le club allemand du Borussia Dortmund où il évolue pendant 13 ans, de 1998 à 2011. Avec le Borussia Dortmund, il remporte le championnat d'Allemagne en 2002. Il dispute 282 rencontres avec le Borussia Dortmund et inscrit 12 buts entre août 1998 et avril 2008 mais ne parvient pas à remporter la finale de la coupe d'allemagne qu'il perd face au Bayern Munich (2-1). Lors de l'ouverture de la saison 2008-2009 du championnat allemand, il se blesse grièvement et il est indisponible pour une durée de six mois. lors de la saison 2010-2011, il remporte à nouveau le championnat d'Allemagne avec le Borussia Dortmund. 

## Statistiques
|         |                   |           |              | Championnat | Championnat | Championnat      |
| Saison  | Club              | Pays      | Division     | Matchs      | Buts        | Passes décisives |
| ------- | ----------------- | --------- | ------------ | ----------- | ----------- | ---------------- |
| 1998-99 | Borussia Dortmund | Allemagne | 1.Bundesliga | 29          | 0           | 3                |
| 1999-00 | Borussia Dortmund | Allemagne | 1.Bundesliga | 24          | 1           | 5                |
| 2000-01 | Borussia Dortmund | Allemagne | 1.Bundesliga | 31          | 3           | 1                |
| 2001-02 | Borussia Dortmund | Allemagne | 1.Bundesliga | 28          | 1           | 2                |
| 2002-03 | Borussia Dortmund | Allemagne | 1.Bundesliga | 30          | 3           | 3                |
| 2003-04 | Borussia Dortmund | Allemagne | 1.Bundesliga | 23          | 2           | 4                |
| 2004-05 | Borussia Dortmund | Allemagne | 1.Bundesliga | 33          | 0           | 4                |
| 2005-06 | Borussia Dortmund | Allemagne | 1.Bundesliga | 31          | 1           | 4                |
| 2006-07 | Borussia Dortmund | Allemagne | 1.Bundesliga | 30          | 0           | 6                |
| 2007-08 | Borussia Dortmund | Allemagne | 1.Bundesliga | 30          | 1           | 10               |
| 2008-09 | Borussia Dortmund | Allemagne | 1.Bundesliga | 13          | 0           | 2                |
| 2009-10 | Borussia Dortmund | Allemagne | 1.Bundesliga | 16          | 0           | 1                |
| 2010-11 | Borussia Dortmund | Allemagne | 1.Bundesliga | 4           | 0           | 0                |
|         |                   |           | Total        | 322         | 12          | 43               |

## Palmarès
Avec le Borussia Dortmund :

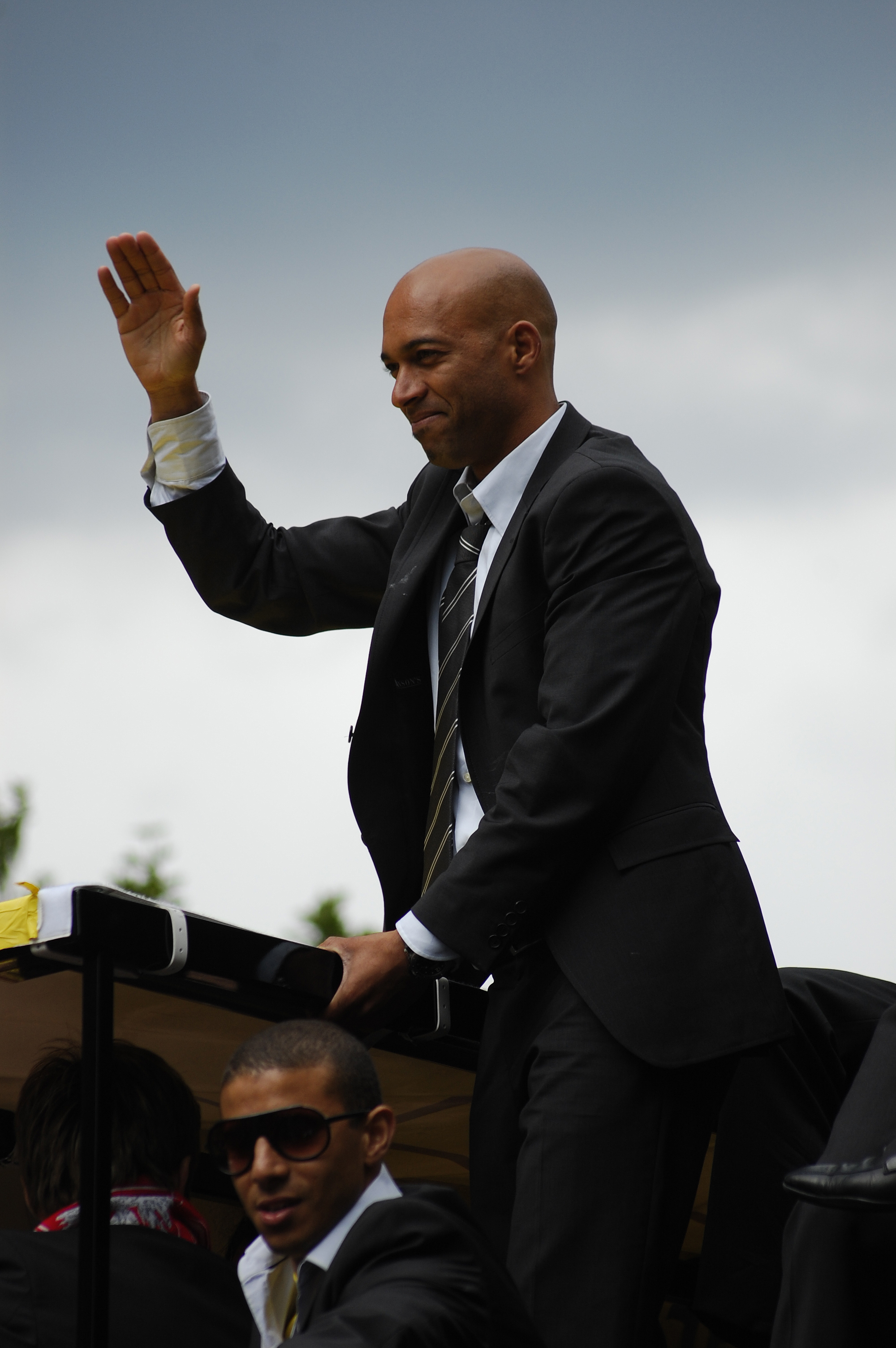
Dedê célébrant la victoire en Bundesliga en mai 2011.

- Finaliste de la Coupe de l'UEFA en 2002
- Champion d'Allemagne en 2002 et 2011
- Vainqueur de la Coupe hivernale d'Allemagne en 1999
- Vainqueur de la Supercoupe d'Allemagne en 2008
- Finaliste de la Coupe d'Allemagne en 2008
- Finaliste de la Coupe de la ligue en 2003

Avec le Clube Atlético Mineiro :
- Vainqueur de la Copa CONMEBOL en 1997